# 完全豪斯多夫空间
在拓扑学中，完全豪斯多夫空间或 Urysohn 空间是满足比熟知的豪斯多夫空间更强些的分离公理的一类拓扑空间。

## 定义
假定 X 是拓扑空间。设 x 和 y 是 X 中的点。
- 我们称 x 和 y 可以由闭邻域分离，如果存在 x 的闭邻域 U 和 y 的闭邻域 V 使得 U 和 V 是不相交的 (U ∩ V = ∅)。(注意 x 的闭邻域是包含含有 x 的开集的闭集。)
- 我们称 x 和 y 可以由函数分离，如果存在连续函数 f : X → [0,1] (单位区间) 带有 f(x) = 0 和 f(y) = 1。

Urysohn 空间或 T2½ 空间是其中任何两个独特的点都可由闭邻域分离的空间。
完全豪斯多夫空间或函数豪斯多夫空间是其中任何两个独特的点都可由函数分离的空间。

## 命名约定
分离公理研究因为命名约定混乱而声名狼籍。本文使用的定义是 Willard (1970)给出的更现代的定义。Steen 和 Seebach (1970)和不同的其他作者反转了完全豪斯多夫空间和 Urysohn 空间的定义，拓扑学课本的读者必须确保检查作者的定义。详情可参见分离公理的历史。

## 与其他分离公理的联系
容易实习证实可以由函数分离的任何两个点也可以被闭邻域分离。如果它们可以由闭邻域分离则明显的它们可以由邻域分离。这得出了所有完全豪斯多夫空间是 Urysohn 空间而所有 Urysohn 空间是豪斯多夫空间。
还可以证明所有正则豪斯多夫空间是 Urysohn 空间，而所有吉洪诺夫空间(完全正则豪斯多夫空间)是完全豪斯多夫空间。这可总结为下列蕴涵:
| 吉洪诺夫 (T3½)              | {\displaystyle \Rightarrow } | 正则豪斯多夫 (T3)           |                              |               |                              |    |
| {\displaystyle \Downarrow } |                              | {\displaystyle \Downarrow } |                              |               |                              |    |
| 完全豪斯多夫                | {\displaystyle \Rightarrow } | Urysohn (T2½)               | {\displaystyle \Rightarrow } | 豪斯多夫 (T2) | {\displaystyle \Rightarrow } | T1 |

你可以找到反例证明这些蕴涵都是不可反转的。

## 例子
余可数扩张拓扑是在实直线上的拓扑，由平常欧几里德拓扑和余可数拓扑的并集生成。集合是这个拓扑中的开集，当且仅当他们有形式 U \ A，这里的 U 是有欧几里德拓扑中的开集而 A 是可数的。这个空间是完全豪斯多夫和 Urysohn 的，但不是正则的(因此不是吉洪诺夫的)。
有是豪斯多夫但不是 Urysohn，是 Urysohn 但不是完全豪斯多夫或正则豪斯多夫的空间的晦涩的例子。详情可参见 Steen 与 Seebach。

## 引用
1. ↑  . PlanetMath.

- Lynn Arthur Steen and J. Arthur Seebach, Jr., Counterexamples in Topology. Springer-Verlag, New York, 1978. Reprinted by Dover Publications, New York, 1995. ISBN 0-486-68735-X (Dover edition).
- Stephen Willard, General Topology, Addison-Wesley, 1970. Reprinted by Dover Publications, New York, 2004. ISBN 0-486-43479-6 (Dover edition).
- . PlanetMath.